# 高山对叶兰
高山对叶兰（学名：Neottia bambusetorum），为兰科鸟巢兰属下的一个植物种。